# Нижняя Стынава
Нижняя Стынава (укр. Нижня Стинава) — село в Грабовецко-Дулибской сельской общине Стрыйского района Львовской области Украины.
Население по переписи 2001 года составляло 1172 человека. Занимает площадь 19,156 км². Почтовый индекс — 82455. Телефонный код — 3245.